# Korpus mornariške pehote Združenih držav Amerike
Korpus mornariške pehote Združenih držav Amerike (izvirno angleško United States Marine Corps; kratica USMC) je ena izmed največjih in najstarejših enot mornariške pehote in predstavlja četrti rod oboroženih sil ZDA.

## Zgodovina
Korpus mornariške pehote je bil ustanovljen 10. novembra 1775 kot Kontinentalni marinci med ameriško vojno za neodvisnost; rekrutacija se je začela v Tun Tavern v Filadelfiji. Služili so kot izkrcevalne enote za novo-ustanovljeno Kontinentalno vojno mornarico. Po koncu vojne so bili ukinjeni aprila 1783 in ponovno ustanovljeni 11. julija 1798. Kljub temu marinci praznujejo 10. november kot rojstni dan korpusa.
V začetku 19. stoletja je USMC sodeloval v različnih ekspedicijah v tujih državah. Tako je sedem marincev in nekaj sto egiptovskih Mamelukov pod poveljstvom nadporočnika Presleya O'Bannona sodelovala pri odstranitvi diktatorja Tripolija. Prav tako so sodelovali v mehiško-ameriški vojni (1846-1848), kjer so zavzeli Castillo de Chapultepec in služili kot častna straža pred mehiško predsedniško palačo.
Med ameriško državljansko vojno marinci niso sodelovali v večji meri, saj so bili večinoma vpleteni v manjše vojne po svetu. Tako so bili prisotni v Koreji, na Kubi, na Filipinih in na Kitajskem. Pred prvo svetovno vojno in po njej so sodelovali v t. i. bananskih vojnah na Karibih.
Med prvo svetovno vojno so marinci igrali vodilno vlogo pri vstopu ZDA v ta konflikt, saj so bili bojno preizkušeni v številnih vojnah. V bitki za Belleauški gozd so se izkazali s svojo zagrizenostjo in pogumom, tako da so jim Nemci nadeli vzdevek Hudičevi psi.
Med drugo svetovno vojno je korpus sodeloval le v pacifiškem bojišču, kjer se je izkazal v številnih bitkah, kot so bitka za Iwo Jimo, za Guadalcanal, za Taravo, za Okinavo, ... V tem času je marinska sila prerasla iz dveh brigad na šest divizij, poleg tega pa so dobili še 132 samostojnih letalskih skvadronov.
Med korejsko vojno je korpus izvedel izkrcanje pri Inčonu in od tam naprej napredoval proti Severni Koreji. Najbolj znana bitka, v katero je bil udeležen USMC, je bila bitka za čosinski rezervoar.
Med vietnamsko vojno so sodelovali v številnih bitkah in operacijah (npr. bitka za Đà Nẵng, bitka za Hue in bitka za Khe San). Bili so med prvimi, ki so prišli v Vietnam in zadnji, ki so ga zapustili, po evakuaciji ambasade v Saigonu.
Po Vietnamu so bili udeleženi v skoraj vse večje konflikte ZDA. Leta 1983 je bila marinska vojašnica v Libanonu bombardirana, kar je vodilo v največje število mirnodobnih marinskih žrtev in posledično tudi ameriški umik iz te države. Med operacijo Puščavska nevihta so osvobodili Kuvajt. 1996 so v Bosni osvobodili sestreljenega pilota stotnika Scotta O'Gradya. 
Naslednji večji konflikt, kjer so sodelovali, je bila invazija in okupacija Iraka 2004.

## Organizacija

### Enote
Glej glavni članek Enote Korpusa mornariške pehote ZDA.
- seznam marinskih divizij ZDA
- seznam marinskih brigad ZDA
- seznam marinskih polkov ZDA

## Simboli

### Moto USMC
Moto USMC se glasi Semper Fidelis, kar pomeni Večno zvesti.

### Himna USMC
Himna USMC nosi naslov »Marines' Hymn« in angleško besedilo se glasi:
From the Halls of Montezuma

to the Shores of Tripoli,

We fight our country's battles

On the land as on the sea.

First to fight for right and freedom,

And to keep our honor clean,

We are proud to claim the title

of United States Marine.

Our flag's unfurl'd to every breeze

From dawn to setting sun;

We have fought in every clime and place

Where we could take a gun.

In the snow of far-off northern lands

And in sunny tropic scenes,

You will find us always on the job

The United States Marines.

Here's health to you and to our Corps

Which we are proud to serve;

In many a strife we've fought for life

And never lost our nerve.

If the Army and the Navy

Ever look on Heaven's scenes,

They will find the streets are guarded

By United States Marines.